# Taiping (socken i Kina, Shandong, lat 35,19, long 118,47)
Taiping (kinesiska: 太平街道, 太平) är en socken i Kina. Den ligger i provinsen Shandong, i den östra delen av landet, omkring 210 kilometer sydost om provinshuvudstaden Jinan. Antalet invånare är 46585. Befolkningen består av 22 972 kvinnor och 23 613 män. Barn under 15 år utgör 18,0 %, vuxna 15-64 år 70 %, och äldre över 65 år 10,0 %.
Genomsnittlig årsnederbörd är 1 001 millimeter. Den regnigaste månaden är juli, med i genomsnitt 334 mm nederbörd, och den torraste är januari, med 7 mm nederbörd.